# Лі Жу-чжень
Лі Жу-чжень (кит.: 李汝珍, c.1763 — 1830), друге ім'я (бяоцзи) — Сунші (кит.: 松石) — китайський новеліст та фонолог часів династії Цін. Народився неподалік від Пекіну, в повіті Дасін, провінції Хебей, відомий як автор новели «Цзін Хуа Юань» (кит.: 鏡花緣), або «Квіти у дзеркалі» (1828). Він також написав «Ліши Іньцзянь» (кит.: 李氏音鑑), працю з китайської фонології, та створив «Шоу Цзи Пу» (кит.: 受子譜), посібник для гри у го.

## Життєпис
За тих часів складання державних імператорських іспитів було обов'язковим для службовців високого рангу, але Лі Жу-Чжень відмовився від вивчення системи па ґу вень (八股文 восьмичленний твір), фіксованого стилю композиції, через те, що він заперечував саму цю форму. Через це він, як і герой свого роману Тан Ао, до виходу на пенсію займав найнижчу вчену посаду (秀才 сюцай). Попри це, Лі Жу-чжень був досвідченим у астрології, медицині, математиці, музиці, риториці, поезії, садівництві, каліграфії, грі у шахи та живописі. Його знання з цих предметів наклали свій відбиток на сюжетну лінію «Квітів у дзеркалі». 

В Лі Жу-чженя було два брати, коли він став вдівцем у дев'ятнадцять років, то відправився до свого старшого брата Лі Цзюй-хуана, який служив у місті Ляньюньган в провінції Цзянсу з 1782 року. Лі Жу-чжень прожив з братом майже двадцять років, тоді як Цзюй-хуан підтримував його протягом його життя. В Ляньюньгані Лі Жу-чжень познайомився з Лін Тін-шенєм, який зацікавив його фонологією. У 1801 році Лі Жу-чжень вирушив до провінції Хенань, де брав участь у спорудженні греблі. у 1804 році він покинув посаду, а згодом, у 1810 році, почав писати свій роман, на завершення якого йому знадобилося майже десять років.
«Квіти у дзеркалі» (1828) — це фантастичний роман-енциклопедія у ста главах, який вважається першим взірцем феміністичної літератури у Китаї. В першій половині роману головний протагоніст, подібно Гулліверові, подорожує по дивних землях, чиї краєвиди чимось нагадують описи з Шань хай цзін (кит.: 山海经, «Книга гір та морів»). Друга половина новели вміщує більшу частину поданої енциклопедичної інформації.

«Ліши Іньцзянь» (1805), або «Система фонології», також є інновативною працею, цінність якої полягає у записі фонологічних систем пекінського діалекту, вона містить посилання більш ніж на чотириста досліджень.

### Переклади
- Ли Жу-Чжэнь. Цветы в зеркале. — Москва, Ленинград: АН СССР, 1959. — Литературные памятники. — 788 с.(рос.)
- Li, Ju-chen. Flowers in the mirror / Li Ju-chên. Translated and edited by Lin Tai-yi. — Berkeley: University of California Press, 1965. — 310 p.(англ.)
- Li, Ju-chen. Im Lande der Frauen. Ein altchinesischer Roman mit acht Holzschnitten / Li Ju-tschen. Aus dem Chines. übers, von Friedrich K. Engler. — Zürich: Verlag Die Waage, 1970. — 194 p.(нім.)